# Nova Bus
Pour les articles homonymes, voir Nova.
Nova Bus est une compagnie manufacturière d’autobus urbains basée à Saint-Eustache, au Québec (Canada). La compagnie est détenue par Volvo Bus par le biais de sa filiale Volvo Canada. La compagnie est connue pour sa ligne produits à plancher surbaissé, le Nova LFS.

## Histoire

### Mise sur pied de la compagnie
En 1992, l'usine de Motor Coach Industries (MCI) planifie la fin de la production à son usine de Saint-Eustache, où sont fabriqués les Classic. Ces derniers, faits d'acier galvanisé, connaissent des problèmes de corrosion. En raison des troubles persistants, le Ministère des Transports du Québec menace de ne plus subventionner leur achat.

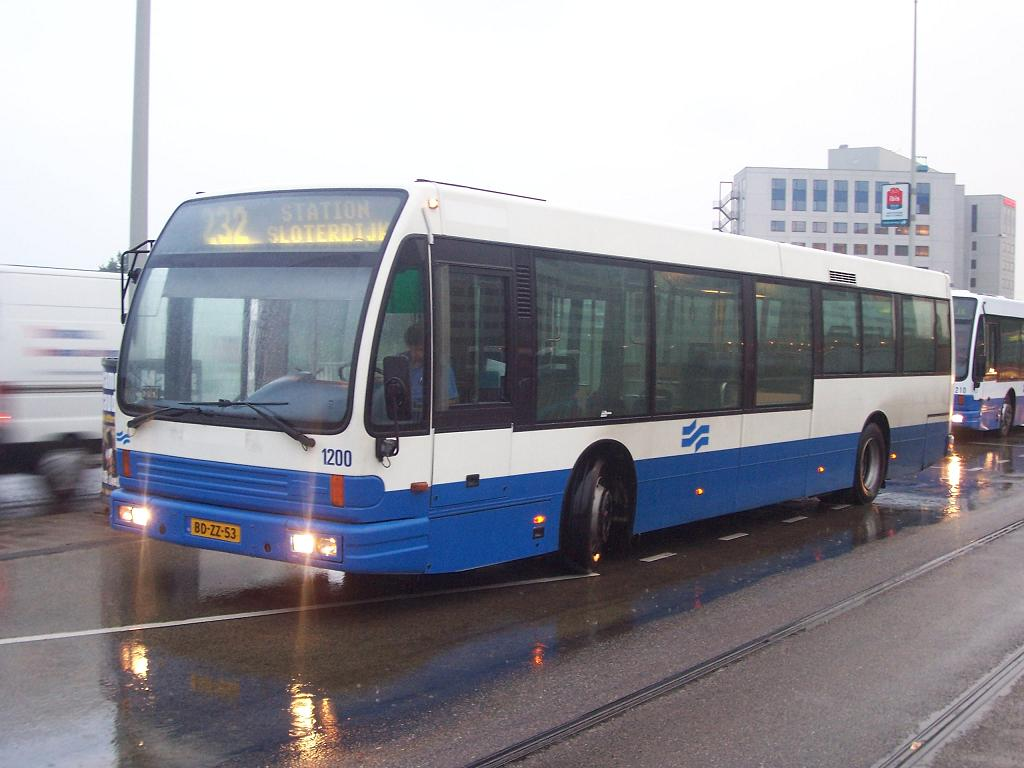
À son démarrage, Nova acquiert une technologie d'autobus à plancher bas aux Pays-Bas.

En 1993, financé par le Fonds de solidarité de la Fédération des travailleurs du Québec, Yvon Lafortune, un ancien de Bombardier, fonde Nova Bus. Il rachète l'usine de MCI alors qu'elle est sur le point de fermer, et négocie un contrat avec le gouvernement du Québec et la Société de transport de Montréal. Le contrat prévoit en outre la fourniture de 60 autobus à plancher surbaissé, sans qu'un tel modèle ne soit offert au catalogue ni que l'usine ne puisse en produire.
Nova acquiert de la néerlandaise Den Oudsten (nl) la technologie de son modèle Alliance (nl). United Bus (nl), la maison-mère de Den Oudsten, fait faillite dans les mois qui suivent le transfert en raison des vices structurels de ses produits. Ainsi, en plus d'ajuster les plans et devis aux normes nord-américaines, Nova doit revoir entièrement la structure, qui sera soudée plutôt que rivetée. Une usine de camions d'incendie de Saint-François-du-Lac est convertie à la production de châssis de bus. Pendant un temps, la filiale Nova-Quintech produit aussi des camions d'incendie.
Le manufacturier présente un premier prototype du modèle LFS (en anglais : Low Floor System) à l'Association américaine pour le transport public (en) en 1994, moins d'un an après sa fondation. La même année, Bombardier devient actionnaire.
Nova acquiert entre-temps de Transportation Manufacturing Corporation (en) une usine à Roswell produisant des RTS (en anglais : Rapid Transit Series), un modèle conçu par General Motors dans les années 1970. Les premiers modèles de RTS construits par Nova sont livrés en février 1995.

### Lancement du LFS et abandon des autres modèles

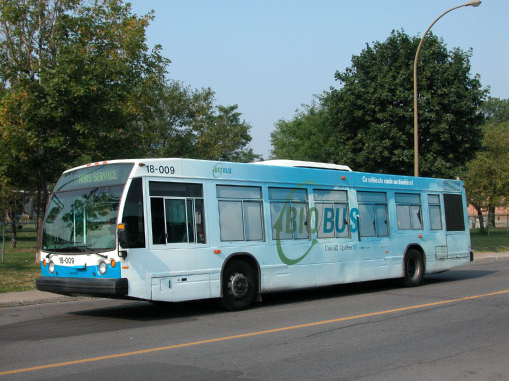
Un Nova LFS de première génération.

À Saint-Eustache, la chaîne d'assemblage des LFS est construite en 1995 et les premiers modèles de LFS sont livrés en 1996, alors que sont livrés les derniers modèles de Classic. Dès son lancement, le LFS est critiqué par les usagers tant que par les sociétés de transport, notamment en raison de problème de boulonnage, de la configuration exigüe des sièges et du freinage inadéquat,. Une corrosion prématurée est également décelée sur les premiers modèles.
Le 29 janvier 1997, Volvo devient l'unique propriétaire de Nova Bus par le biais de sa filiale Prévost Car. Elle transfère les activités de recherche et développement à Roswell en 1999, mais à l'annonce de l'abandon de la production à l'usine néo-mexicaine en 2001, les activités sont rapatriées à Saint-Eustache.
Nova lance une version hybride de son LFS en 2006, puis une version articulée longue de 60 pieds (18,3 mètres) l'année suivante. En 2013, un modèle alimenté au gaz naturel comprimé est lancé. En 2017, un premier modèle entièrement électrique est mis sur le marché.
En 2023, Nova Bus annonce la fin de sa production aux États-Unis et la fermeture de l'usine de Plattsburgh en raison de pertes financières.

## Produits

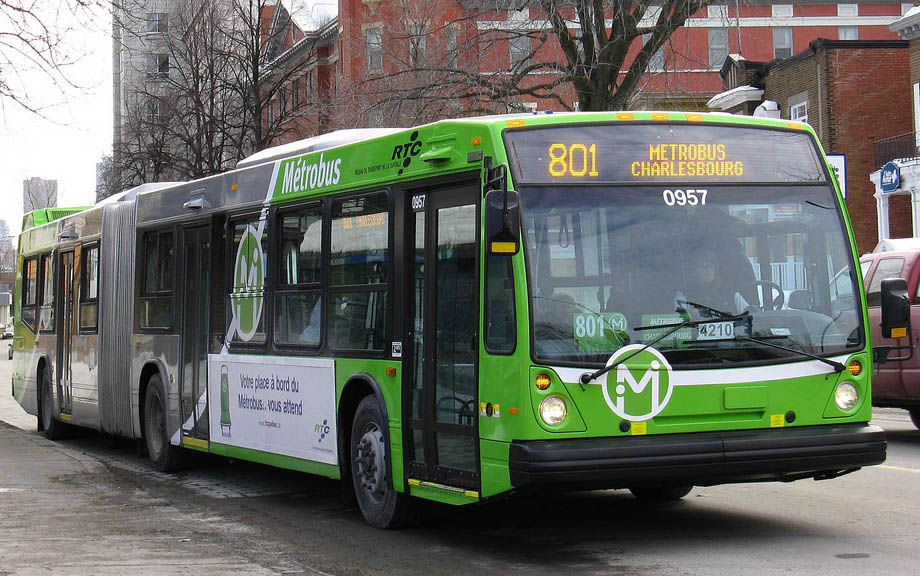
Un Nova LFS Artic opéré par le Réseau de transport de la Capitale.

### Production actuelle
- Nova LFS : autobus aux lignes modernes à plancher bas et accessible aux fauteuils roulants conçu sur une structure d'acier inoxydable (1995 à aujourd’hui).
- Nova LFS Suburban : Version du Nova LFS à une porte avant seulement.
- Nova LFS Artic : Version articulée du LFS introduit en 2009. En termes simples, l'arrière d'un LFS coupé en deux, accouplé par une articulation hydraulique gérée électroniquement à un autre LFS sans moteur. Le moteur se situe donc dans la section arrière.
- Nova LFS HEV : version hybride du LFS. Un moteur plus petit (Cummins 6.7 L) accouplé à une transmission avec moteur électrique Allison. De l'extérieur, le modèle est identique, excepté les batteries qui sont situées sur le toit.

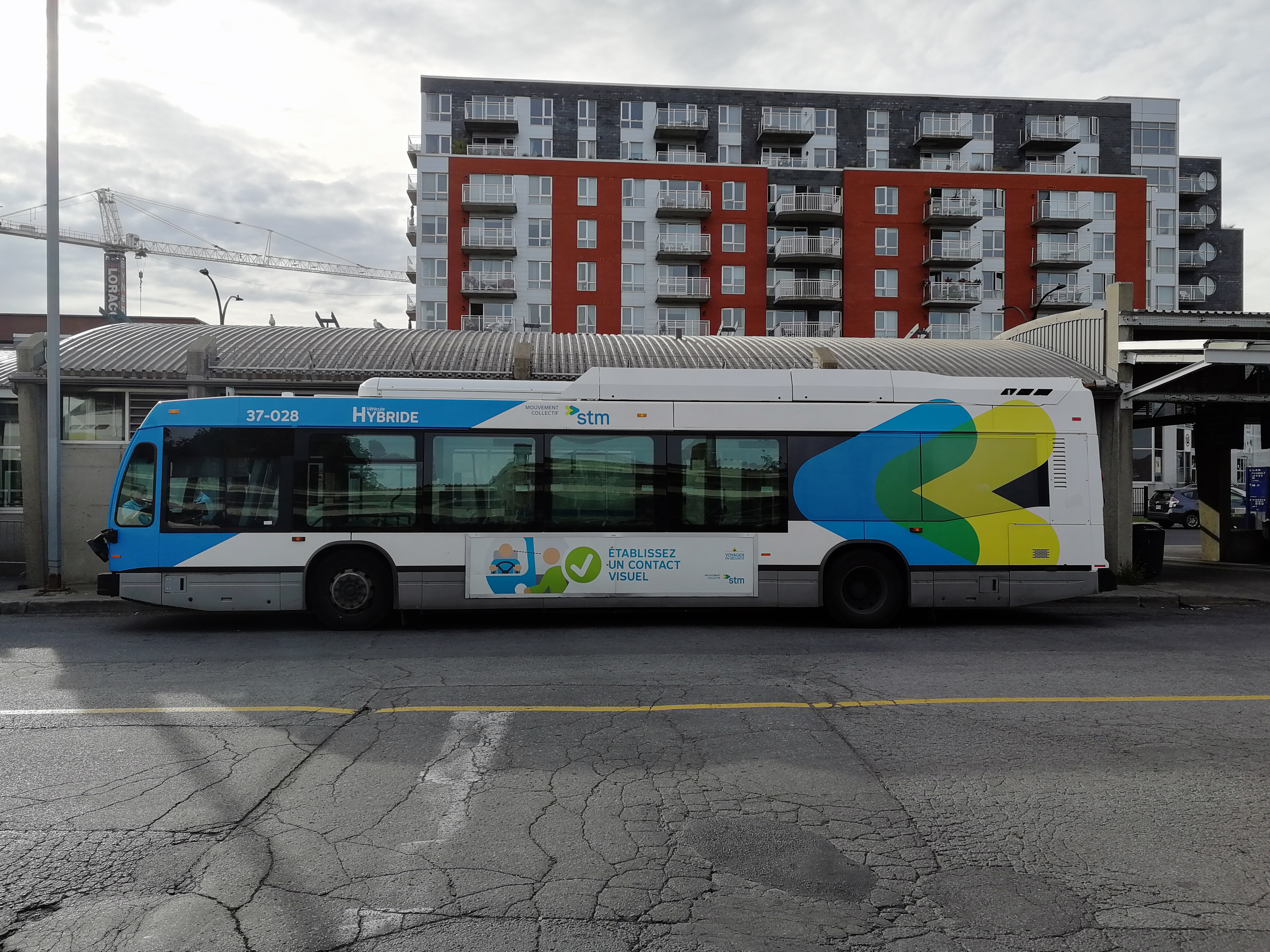
Un Nova LFS HEV de la Société de Transport de Montréal

- Un Nova LFS HEV de la Société de Transport de MontréalNova LFX : un LFS Artic haut de gamme avec options supplémentaires. En 2010, une quinzaine de LFX ont été produits pour York Region Transit, en Ontario.
- Nova LFSe : un LFS complètement électrique, il a des traits ressemblant avec le LFS H.E.V.
- Nova LFSe+: un LFS complètement électrique avec une meilleure autonomie que le LFSe.

### Production arrêtée

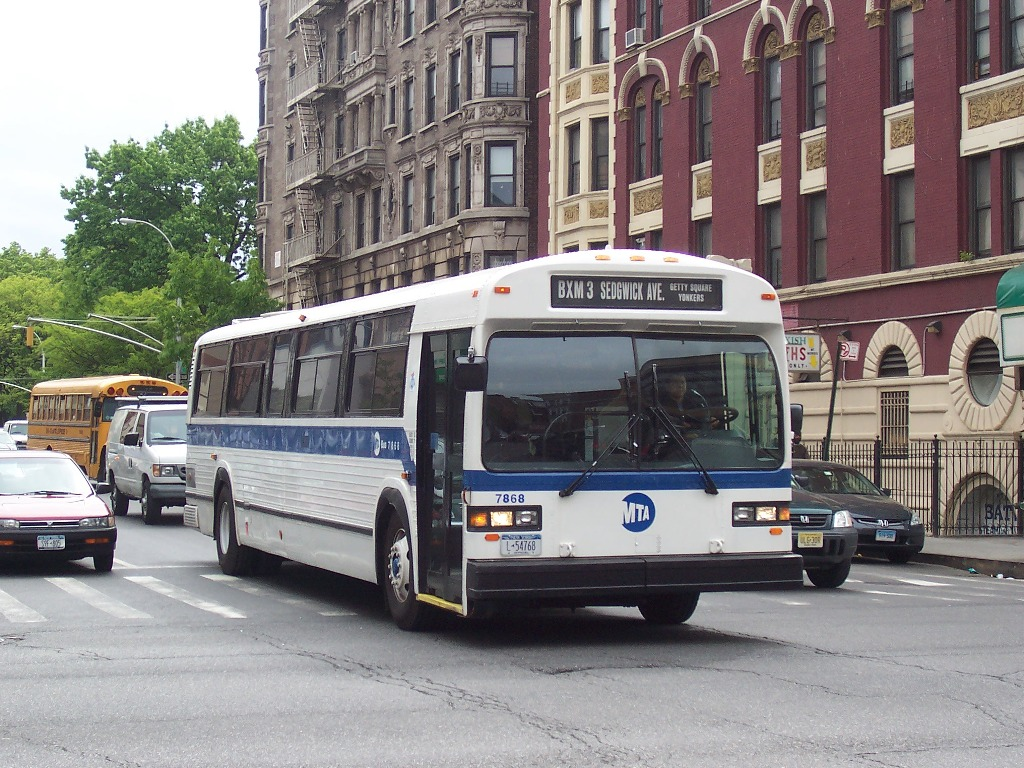
De 1987 à 1993, MCI produit le modèle Classic à Saint-Eustache.

#### Classic
Originellement fabriqué par General Motors (1983-1987), Nova reprend de Motor Coach Industries la production du Classic, un modèle à plancher haut, de 1993 à 1997.

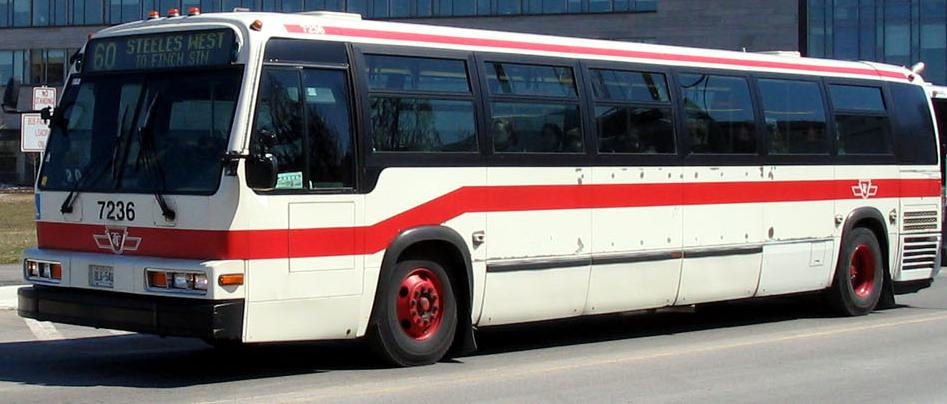
Un Nova RTS de la Commission de transport de Toronto.

#### Rapid Transit Series
En 1995, Nova reprend la production du Rapid Transit Series, un autobus développé par General Motors qui l'a fabriqué de 1977 à 2003.